# Hirugao
Pour plus de détails, voir Fiche technique et Distribution.
Hirugao (昼顔) est un film japonais réalisé par Hiroshi Nishitani, sorti en 2017.

## Synopsis
L'histoire se déroule trois ans après la fin du drama du même nom (ja).
Yuichiro (Takumi Saitō) se rend dans une ville pour donner une conférence et retrouve son ex-maîtresse Sawa (Aya Ueto) pour la première fois en trois ans. Elle vit maintenant seule.

## Fiche technique
- Titre : Hirugao
- Titre anglais : Hirugao: Love Affairs in the Afternoon[1]
- Réalisateur : Hiroshi Nishitani
- Scénario : Yumiko Inoue
- Photographie : Hideo Yamamoto
- Producteurs : Megumi Osawa, Reiko Misao, Naoto Inaba[1]
- Sociétés de production : Fuji Television
- Pays de production :  Japon
- Format : couleur - 1,85:1
- Genre : romance ; drame
- Durée : 125 minutes
- Date de sortie :
  - Japon : 10 juin 2017[2]

## Distribution
- Aya Ueto : Sawa Sasamoto
- Takumi Saitō : Yuichiro Kitano
- Ayumi Itō : Noriko Kitano
- Hiroyuki Hirayama : Naoto Sugisaki